# Burgstall Sumetsrad
Der Burgstall Sumetsrad ist eine abgegangene Burg in der Gemeinde Rainbach im Innkreis im Bezirk Schärding von Oberösterreich.

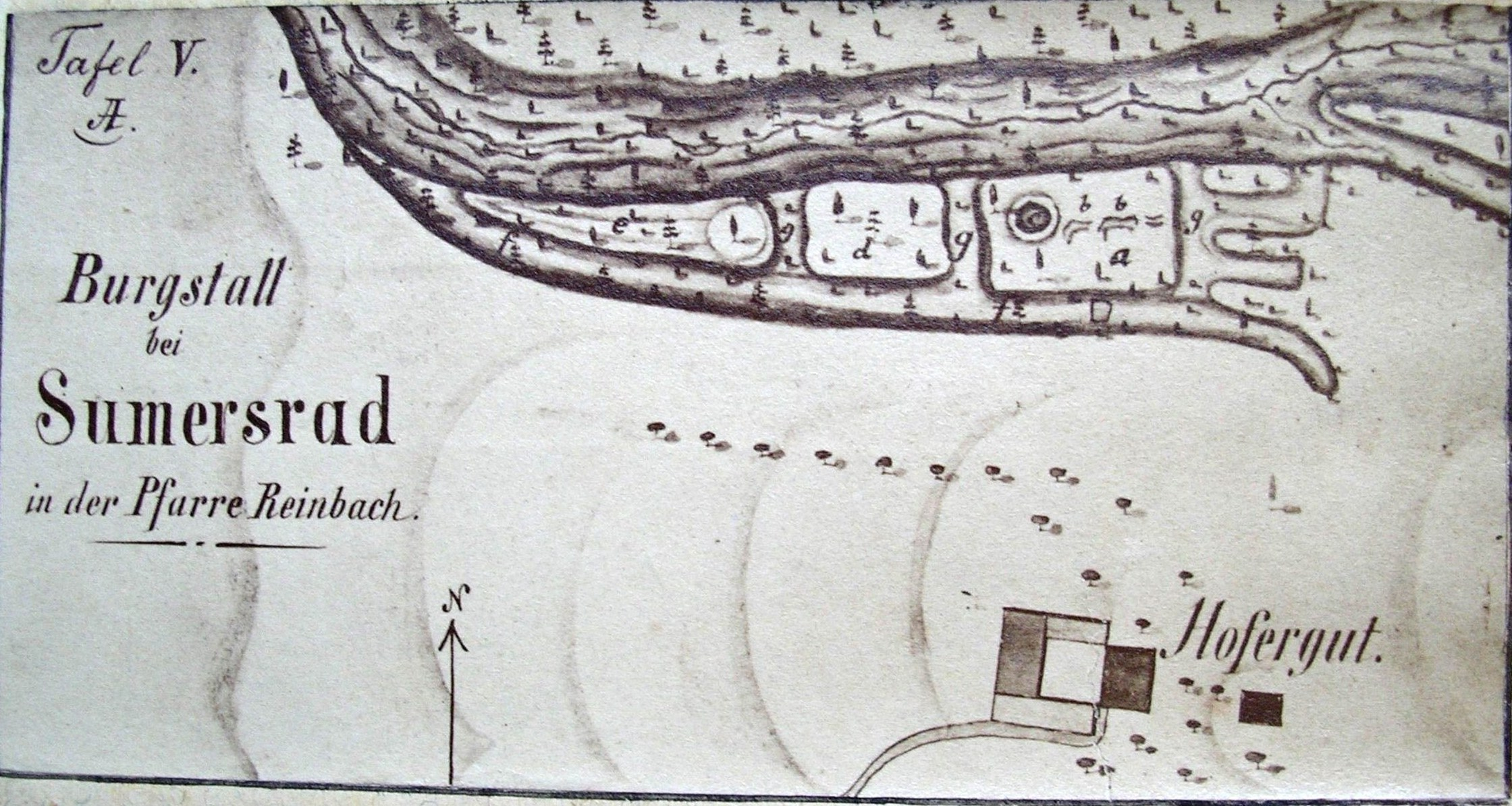
Planskizze des Burgstalls Sumetsrad von Johann Ev. Lamprecht

Der Burgstall wurde im 19. Jahrhundert von Johann Ev. Lamprecht beschrieben und vermessen. Die Burg soll der Sitz der Herren von Sungartsruit (oder Sungartesreut) gewesen sein. In historischer Sicht ist bekannt, dass hier um 1200 ein Dietricus nobilis vir de Sunigartesreut beurkundet ist. In den Traditionsbüchern des Klosters Vornbach werden 1230 noch weitere Sungartsreuter genannt.
1760 sollen die letzten Reste der einstmaligen Burg abgetragen und daraus zwei Stallungen beim Hofergut erbaut worden sein. Das unweit der ehemaligen Burg liegende Hofergut selbst soll der Meierhof der Burg Sumetsrad und früher ebenfalls mit einer Wall- und Grabenanlage gesichert gewesen sein. Der einstmals noch erkennbare Wall und Graben beim Hofergut sind weitgehend eingeebnet worden.